# Medalha Brasileiros no Mundo
A Medalha Brasileiros no Mundo é uma honraria honorífica do Ministério das Relações Exteriores do Brasil.

## História
Foi criada  no governo Michel Temer pelo decreto presidencial nº 9.595 em 3 de dezembro 2018, publicado no Diário Oficial da União em 4 de dezembro do idem ano.

## Honorificação
Será concedida pelo governo do Brasil, por meio do Ministério das Relações Exteriores, em reconhecimento público da prestação de serviços relevantes em proveito das comunidades brasileiras no exterior.